# حادثة أماكاسو

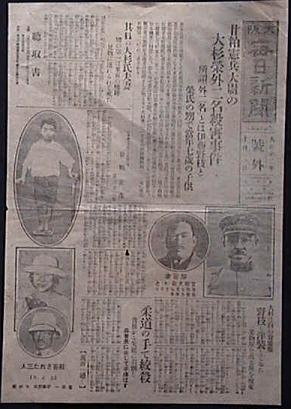
قصاصة من جريدة ماينيتشي شيمبون (Mainichi Shimbun) حول مقتل إيتو نوي وسوجي ساكاي.

وقعت حادثة أماكاسو في 16 سبتمبر 1923 في الفوضى التي أعقبت زلزال كانتو الكبير في اليابان. فقد قامت فرقة من الشرطة العسكرية بقيادة الملازم ماساهيكو أماساكو بإلقاء القبض على سوجي ساكاي وإيتو نوي وابن أخ سوجي البالغ ست سنوات. وتعرضوا بعد ذلك للضرب حتى الموت، ثم ألقيت جثثهم في بئر.
وأصبح يعرف قتل هذين اللاسلطويين المشهورين، بالإضافة إلى طفل صغير، باسم حادثة أماساكو، وأثارت الشعور بالدهشة والغضب داخل اليابانيين.
يصور فيلم مذبحة إيروس بلاس (Eros Plus Massacre) الحادثة.

## وصلات خارجية
- 甘粕（あまかす）事件 (اللغة اليابانية)
- 日本ペンクラブ 電子文藝館 招待席・主権在民史料 「関東大震災」 (今井 清一) (اللغة اليابانية)
- 関東大震災と新聞 (池見哲司) (اللغة اليابانية)